# 코체르 비르카르
코체르 비르카르(Caucher Birkar)는 이란 쿠르드 출신으로 영국에서 활동한 수학자이다.
이란 쿠르디스탄에서 페레이둔 데라흐샤니(فریدون درخشانی)라는 이름으로 태어났으며, 이란-이라크 전쟁 속에서 성장했다.
테헤란 대학교에서 수학을 공부했고 2000년에 영국에 난민 자격으로 이주하여 노팅엄 대학교에서 박사과정을 거쳤다. '코체르 비르카르'는 쿠르드어로 "이민자 수학자"를 뜻하는 말로, 본명은 아니나 수학계에서는 이 이름으로 활동한다.
전문 분야는 대수기하로, 쌍유리기하학(birational geometry)의 대표적인 연구자이다. 2018년 "파노 다양체의 유계성의 증명 및 최소 모형 이론에 대한 기여"로 필즈상을 수상했다.